# Gouaix
Gouaix és un municipi francès, situat al departament de Sena i Marne i a la regió de Illa de França. L'any 2007 tenia 1.419 habitants.
Forma part del cantó de Provins, del districte de Provins i de la Comunitat de comunes Bassée-Montois.

## Demografia

### Població
El 2007 la població de fet de Gouaix era de 1.419 persones. Hi havia 509 famílies, de les quals 122 eren unipersonals (39 homes vivint sols i 83 dones vivint soles), 138 parelles sense fills, 217 parelles amb fills i 32 famílies monoparentals amb fills.
La població ha evolucionat segons el següent gràfic:
Habitants censats

### Habitatges
El 2007 hi havia 604 habitatges, 515 eren l'habitatge principal de la família, 43 eren segones residències i 46 estaven desocupats. 532 eren cases i 67 eren apartaments. Dels 515 habitatges principals, 390 estaven ocupats pels seus propietaris, 111 estaven llogats i ocupats pels llogaters i 14 estaven cedits a títol gratuït; 12 tenien una cambra, 37 en tenien dues, 79 en tenien tres, 153 en tenien quatre i 235 en tenien cinc o més. 382 habitatges disposaven pel capbaix d'una plaça de pàrquing. A 230 habitatges hi havia un automòbil i a 231 n'hi havia dos o més.

### Piràmide de població
La piràmide de població per edats i sexe el 2009 era:
| Homes | Edats   | Dones |
| ----- | ------- | ----- |
| 0     | 95 o +  | 4     |
| 8     | 90 a 94 | 4     |
| 16    | 85 a 89 | 4     |
| 12    | 80 a 84 | 16    |
| 8     | 75 a 79 | 28    |
| 20    | 70 a 74 | 20    |
| 20    | 65 a 69 | 24    |
| 24    | 60 a 64 | 32    |
| 36    | 55 a 59 | 32    |
| 48    | 50 a 54 | 40    |
| 44    | 45 a 49 | 40    |
| 40    | 40 a 44 | 44    |
| 76    | 35 a 39 | 44    |
| 64    | 30 a 34 | 92    |
| 28    | 25 a 29 | 36    |
| 28    | 20 a 24 | 32    |
| 56    | 15 a 19 | 48    |
| 44    | 10 a 14 | 64    |
| 92    | 5 a 9   | 56    |
| 40    | 0 a 4   | 64    |

## Economia
El 2007 la població en edat de treballar era de 875 persones, 659 eren actives i 216 eren inactives. De les 659 persones actives 554 estaven ocupades (306 homes i 248 dones) i 105 estaven aturades (47 homes i 58 dones). De les 216 persones inactives 52 estaven jubilades, 85 estaven estudiant i 79 estaven classificades com a «altres inactius».

### Ingressos
El 2009 a Gouaix hi havia 514 unitats fiscals que integraven 1.455,5 persones, la mediana anual d'ingressos fiscals per persona era de 17.283 €.

### Activitats econòmiques
Dels 48 establiments que hi havia el 2007, 2 eren d'empreses alimentàries, 2 d'empreses de fabricació d'altres productes industrials, 14 d'empreses de construcció, 13 d'empreses de comerç i reparació d'automòbils, 2 d'empreses de transport, 1 d'una empresa d'hostatgeria i restauració, 1 d'una empresa immobiliària, 2 d'empreses de serveis, 5 d'entitats de l'administració pública i 6 d'empreses classificades com a «altres activitats de serveis».
Dels 23 establiments de servei als particulars que hi havia el 2009, 1 era una gendarmeria, 1 oficina de correu, 1 funerària, 2 tallers de reparació d'automòbils i de material agrícola, 4 paletes, 1 guixaire pintor, 1 fusteria, 1 lampisteria, 6 electricistes, 4 perruqueries i 1 saló de bellesa.
Dels 2 establiments comercials que hi havia el 2009, 1 era una botiga de menys de 120 m² i 1 una llibreria.
L'any 2000 a Gouaix hi havia 11 explotacions agrícoles.

## Equipaments sanitaris i escolars
L'únic equipament sanitari que hi havia el 2009 era una farmàcia.
El 2009 hi havia 1 escola maternal i 1 escola elemental.

## Poblacions més properes
El següent diagrama mostra les poblacions més properes.